# جورج ويليمز
جورج ويليمز هو مجدف بلجيكي، (ولد في مركسيم ‏ في بلجيكا 1888  م).

## وصلات خارجية
- جورج ويليمز على موقع الاتحاد الدولي للتجديف (الإنجليزية)
- جورج ويليمز على موقع اللجنة الأولمبية الدولية (الإنجليزية)
- جورج ويليمز على موقع أوليمبيديا (الإنجليزية)